# محمد هادي الميلاني
السيّد محمد هادي بن جعفر الحسيني الميلاني (6 سبتمبر 1895 - 7 أغسطس 1975) فقيه شيعي إيراني - عراقي في القرن العشرين م/الرابع عشر هـ ومن مراجع شيعي بارز بعد الوفاة البُروجردي في 1961.  ولد في النجف بالعراق في 18 محرم 1313 هـ. كان والده من مراجع الدين البارزين في القرن الرابع عشر الهجري، وجده كان أيضاً من المراجع الذين درسوا عند صاحب الجواهر، وينتسب من ناحية الأم لعائلة المامقاني فجده هو المرجع محمد حسن المامقاني. وله من الأولاد نور الدين وعباس ومحمد علي.

## دراسته
ابتدأ دراسته في النجف، ومن أساتذته في مرحلة المقدمات الميرزا الهمداني، وحسن التبريزي. درس السطوح عند إبراهيم السالياني، وجعفر الأردبيلي، وعلي الإيرواني، وغلام علي القمي، وأبو القاسم المامقاني (خاله).
درس الفلسفة عند حسين البادكوبي، ومحمد حسين الغروي. درس الأخلاق عند علي القاضي، وعبد الغفار المازندراني. درس علم المناظرة والتفسير عند البلاغي. درس علم الرياضيات عند أبو القاسم الخونساري.
درس البحث الخارج في الفقه والأصول عند شيخ الشريعة الاصفهاني، وضياء الدين العراقي.
وقد حاز على إجازة رواية من: حسن الصدر، عبد الحسين شرف الدين، عباس القمي، آقا بزرك الطهراني.

## طلابه
- محمد الحسيني الشيرازي.
- صادق الحسيني الشيرازي.
- حسين وحيد الخراساني.
- إبراهيم علم الهدى.
- عباس الصدر.
- محمد باقر حجت الطباطبائي.
- حسين الشمس.
- محمد رضا الدامغاني.
- م‍ح‍م‍د ت‍ق‍ي ال‍ج‍ع‍ف‍ري.
- علي الحسيني الخامنئي.
- الشيخ مجتبي البروجردي النجفي.
- مهدي نوقاني.
- محمود كلباسي.
- نور الدين الميلاني. (ابنه)
- مرتضى الحائري.
- محمد علي القاضي الطباطبائي.
- جلال الدين الأرموي.
- فاضل الميلاني. (حفيده)

## مؤلفاته
- قادتنا كيف نعرفهم. يقع هذا الكتاب في عدّة مجلدات، وهو في سيرة المعصومين عند الشيعة.
- تفسير سورة الجمعة والتغابن.
- مئة وعشر أسئلة.
- حاشية على العروة الوثقى. حاشيةٌ على كتاب العروة الوثقى لمحمد كاظم الطباطبائي اليزدي.
- مختصر الأحكام.
- نخبة المسائل. رسالةٌ عمليّة مُوجّهة لعمل مُقلّديه.
- مناسك الحج.

## وفاته

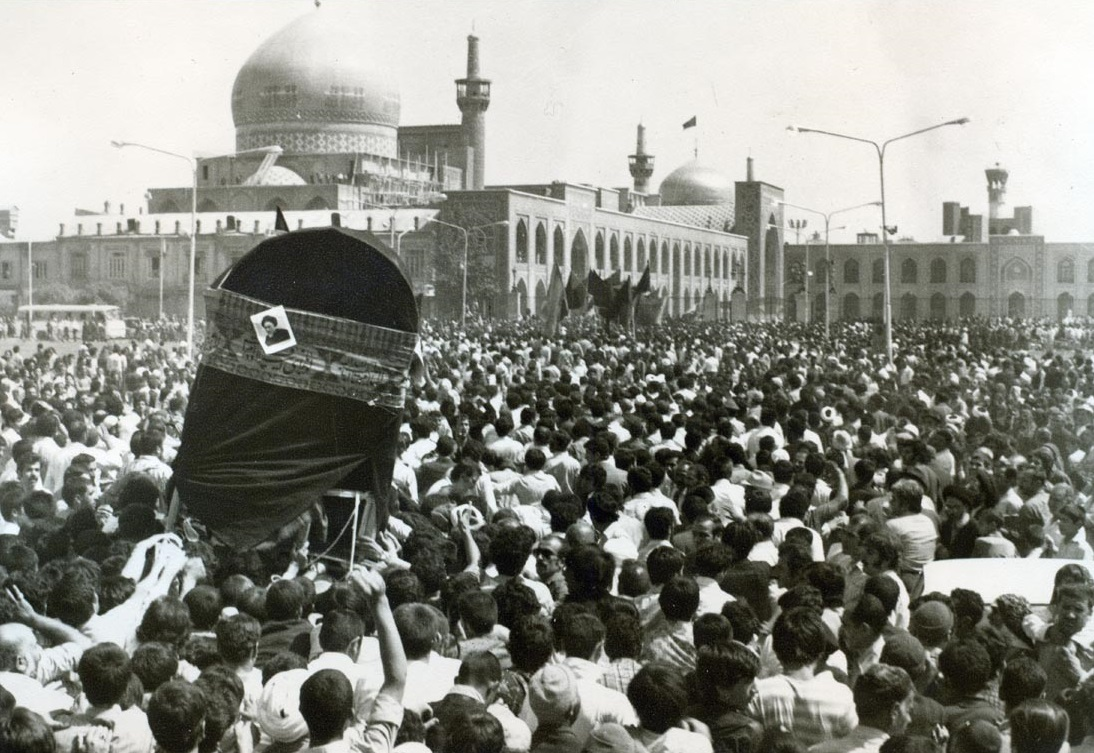
حشود غفيرة تشارك في تشييع جنازة محمد هادي الميلاني حول العتبة الرضوية في مدينة مشهد، 9 أغسطس 1975.

توفي في آخر شهر رجب من عام 1395 هـ، في مدينة مشهد.

## وصلات خارجية
- مؤسسة آية الله العظمى الميلاني لإحياء الفكر الشيعي
- ترجمة حياة محمد هادي الحسيني الميلاني